# Swindon (stacja kolejowa)
Swindon – stacja kolejowa w mieście Swindon w hrabstwie Wiltshire na linii kolejowej Great Western Main Line. Na stacji zatrzymują się pociągi pośpieszne. Stacja jest również końcową dla bocznej linii Cheltenham Spa - Swindon. Stacja w 2004 r. zdobyła nagrodę Station Excellence of the Year Award.

## Ruch pasażerski
Ze stacji korzysta 651 824 pasażerów rocznie (dane za okres od kwietnia 2020 do marca 2021). Posiada bezpośrednie połączenia z Bristolem, Bath Spa, Londynem i Cheltenham Spa. Pociągi odjeżdżają ze stacji w odstępach co najwyżej półgodzinnych w każdą stronę. 

## Obsługa pasażerów
Automat biletowy, kasa biletowa, przystanek autobusowy, postój taksówek, bufet, kiosk. Stacja dysponuje parkingiem samochodowym na 578 miejsc.